# Girka (Crimea)
|  | Per a altres significats, vegeu «Gorka». |

Girka (en ucraïnès: Гірка) és un poble de la República Autònoma de Crimea, a Ucraïna, que el 2014 no tenia cap habitant. Pertany al districte de Bakhtxissarai.